# Рапопорт Борис Ізраїльович
Борис (Берко) Ізраїльович Рапопорт (нар. 18 січня 1930, Новомар'ївка) — український скульптор; член  Спілки радянських художників України з 1970 року.

## Біографія
Народився 18 січня 1930 року в селі Новомар'ївці (нині Дніпровський район Дніпропетровської областї, Україна). 1953 року закінчив Дніпропетровське художнє училище, де навчався у Олексія Жирадкова, Олександра Ситника, Боруха Свердлова.
Мешкав у Запоріжжі, в будинку на вулиці Сєдова, № 1а, квартира 19. 1996 року виїхав до Німеччини.

## Творчість
Працює в галузі станкової та монументальної скульптури. Серед робіт:
станкові твори
- «Юний натураліст» (1953);
- портрет дівчини (1960);
- «До мирної праці» (1962);
- «В ім'я життя» (1965);
- «Ланкова» (1967).

монументальні твори
- пам'ятник на місці форсування Дніпра радянськими військами у Запоріжжі (1968—1971, у співавторстві)[1];
- пам'ятник воїнам різних національностей у місті Кам'янці-Дніпровській (1975)[1];
- пам'ятник «Безсмерття» у селі Преображенці (1976)[1];
- пам'ятник «Збережи» — воїнам Дніпроспецсталі у Запоріжжі (1985)[1];
- пам'ятник розстріляним дітям в інтернаті у селі Орловому (1994)[1];
- пам'ятник «Жертвам фашизму» у Запоріжжі (2001)[1].

Брав участь у республіканських виставках з 1964 року. У 2011—2012 роках взяв участь у виставці в Мюнхені, в центральному виставковому залі спілки художників Німеччини, де представив зроблені зі штучного каменю погруддя Олександра Пушкіна і Йоганна Вольфганга фон Гете.